# Manastiri Eparhije timočke
Manastiri Eparhije timočke su dio bogate kulturne baštine srpskog naroda južne i istočne Srbije koja se sudbinski vezala za duhovnu, kulturnu i prosvjetnu djelatnost nacionalnog bića srpskog stanovništva ovih područja. Dijeleći sudbinu naroda koji ih je gradio, manastiri izgrađeni na prostoru južne i istočne Srbije nekada su se uzdizali do lijepog, ili, pak, bili rušeni i spaljivani, od brojnih osvajača ovog dijela Balkana. Njihovi sačuvani ostaci i dalje zrače božanskom svjetlošću koja je okupljala i okuplja narod da slavi Boga i skuplja snagu da opstane i manastire obnovi, i tako u krug.
Obnavljajući mnoge stare svetinje narod ovog područja Srbije sačuvao je bizantske tekovine kršćanstva začetog na ovom prostoru, pravoslavne zakone i srpsku duhovnost. Zato je sam čin upoznavanja s ovim manastirima jednako važan za spoznaju ali i za obnovu porušenih i izgradnju novih manastira na prostoru južne i istočne Srbije.

## Važnost
Spomeničko nasljeđe s prostora Južne i istočne Srbije zauzima značajno mjesto u kulturnoj riznici Srbije i Balkana. Na teritoriju koja je u nadležnosti Timočke eparhije i Zavoda za zaštitu spomenika kulture Niša nalazi se osam općina (Bor, Kladovo, Majdanpek, Negotin, Boljevac, Grad Zaječar, Knjaževac i Sokobanja) s 14 gradskih i 252 seoskih naselja.

## Popis manastira
| Manastiri Timočke eparhije |                 |                 |                      |          |
| Slika                      | Naziv manastira | Lokacija        | Izgrađen             | Napomena |
|                            | Bukovo          | Bukovo          | 13. stoljeće         |          |
|                            | Vratna          | Vratna          | 14. stoljeće         |          |
|                            | Grlište         | Grlište         | 14. stoljeće         |          |
|                            | Jeremenčić      | Ozren           | 1392.                |          |
|                            | Koroglaš        | Miloševo        | 15. stoljeće         |          |
|                            | Krepičevac      | Krepičevac      | 15. stoljeće         |          |
|                            | Lapušnja        | Jablanica       | 15. stoljeće         |          |
|                            | Loznica         | Krivi Vir       | 14. ili 15. stoljeće |          |
|                            | Manastirica     | Manastirica     | 14. stoljeće         |          |
|                            | Svete Trojice   | Gornja Kamenica | 1457.                |          |
|                            | Suvodol         | Selačka         | 14. stoljeće         |          |

## Vanjske poveznice
- (srp.) Eparhija timočka - manastiri
- (srp.) Raspored hramova Eparhije timočke na mapi